# (3773) Smithsonian
Pour les articles homonymes, voir Smithsonian (homonymie).
(3773) Smithsonian est un astéroïde de la ceinture principale.

## Description
(3773) Smithsonian est un astéroïde de la ceinture principale. Il fut découvert le 23 décembre 1984 à Harvard par l'Observatoire Oak Ridge. Il présente une orbite caractérisée par un demi-grand axe de 2,17 UA, une excentricité de 0,18 et une inclinaison de 1,3° par rapport à l'écliptique.

## Compléments